# Серебрянникова, Екатерина Николаевна
Екатерина Николаевна Серебрянникова (Гидаспова) (род. 1971) — советская пловчиха. Двукратная чемпионка СССР (1988) в плавании вольным стилем. Мастер спорта СССР.

## Биография
Родилась 19 апреля 1971 года. 
Специализировалась в плавании вольным стилем.
На зимнем чемпионате СССР 1988 года стала чемпионкой СССР в эстафете 4х200 м вольным стилем (вместе с С.Исаковой, О.Николаенко и Н. Трефиловой). На летнем чемпионате того же года вновь стала чемпионкой в эстафете 4х200 м вольным стилем (вместе с землячкой и подругой  Т. Сыроватской, а также Н. Трефиловой и С. Исаковой) и была второй в эстафете 4х100 м вольным стилем в составе сборной РСФСР-1.
Окончила Сибирский государственный университет физической культуры и спорта. Работает тренером по плаванию в Иркутске.